# Jamie George
Jamie George (* 20. Oktober 1990 in Welwyn Garden City, Hertfordshire) ist ein englischer Rugby-Union-Spieler. Er spielt als Hakler für die englische Nationalmannschaft, die British and Irish Lions und die Saracens.

## Kindheit und Ausbildung
Georges Vater Ian war ebenfalls Rugbyspieler und als Gedrängehalb für die Northampton Saints, London Welsh und die Barbarians aktiv. Jamie begann mit fünf Jahren als Rugbyspieler und besuchte die Privatschule Haileybury, die sich auf die Förderung von Rugbytalenten spezialisiert hat.

## Karriere

### Verein
Mit 14 Jahren wurde George in die Akademie der Saracens aufgenommen, bei denen er bis heute aktiv ist. 2009 kam er zu seinem ersten Einsatz bei den Profis gegen die Northampton Saints. Er gewann mit den Sarries 2011, 2015, 2016, 2018 und 2019 die englische Meisterschaft; 2016, 2017 und 2019 zudem den European Rugby Champions Cup, den in Europa höchsten Vereinswettbewerb.

### Nationalmannschaft
Im August 2015 wurde George erstmals in einem Vorbereitungsspiel zur Weltmeisterschaft 2015 gegen Frankreich  für die englische Nationalmannschaft eingesetzt. Sein erstes Spiel bei einer WM bestritt er zwei Monate später gegen Uruguay. Zwischen September 2015 und März 2017 gewann er 15 Spiele in Folge mit der Nationalmannschaft. Seinen ersten Versuch legte er im Juni 2016 gegen Australien. 2016 gewann England mit George den Grand Slam bei den Six Nations. 2017 gehörte er in allen drei Spielen der Lions gegen Neuseeland zur Startaufstellung. Für England war er zuvor nur als Bankspieler eingesetzt worden.

## Privatleben
George betreibt als Miteigentümer die Physiotherapiepraxis Carter & George.